# Lucifuge Rofocale
Pour les articles homonymes, voir Lucifuge.

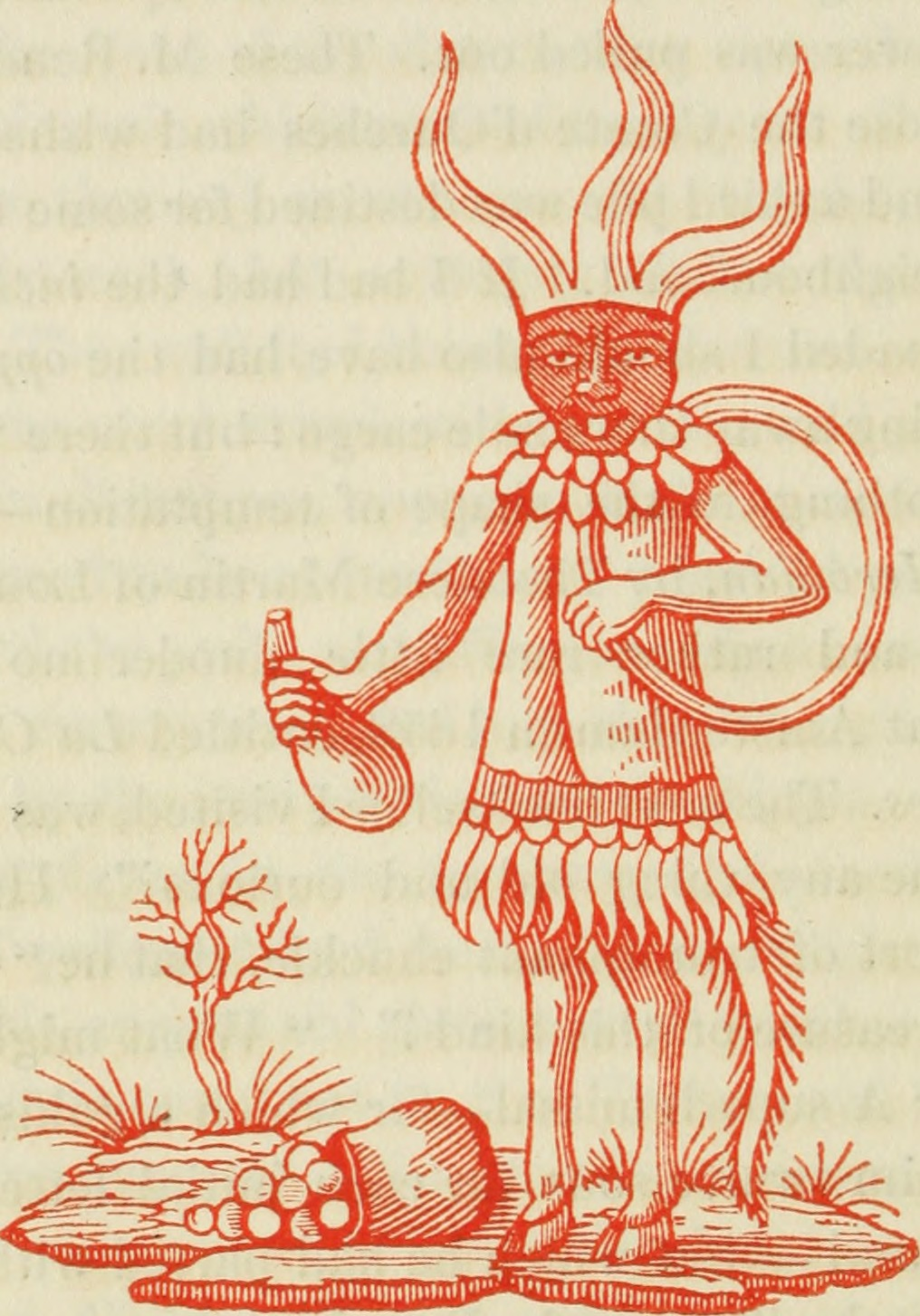
Représentation de Lucifuge Rofocale issu du "Grand Grimoire"

Lucifuge Rofocale (Lucifugus), est un démon issu des croyances occultes.
Selon Le Grand Grimoire, Lucifuge est le premier ministre des Enfers et l'invocateur peut signer des pactes avec lui.

## Dans la fiction
C’est aussi le nom du démon enfermé dans l’épée de Loup* Ardent dans la série des livres-jeux éponymes de l'auteur britannique J. H. Brennan.[réf. nécessaire]